# Li Hong (hockey sur gazon)
Pour les articles homonymes, voir Li.
Li Hong est une joueuse de hockey sur gazon chinoise évoluant au poste de milieu de terrain.

## Biographie
Hong est née le 31 mai 1999 en Chine,.

## Carrière
Elle a fait ses débuts en équipe nationale pour concourir au Champions Trophy d'Asie à Singapour.

## Palmarès
- : 1re aux Jeux olympiques de la jeunesse de 2014.
- : 2e au Champions Trophy d'Asie en 2016.
- : 3e au Champions Trophy d'Asie en 2018.
- : 3e aux Jeux asiatiques en 2018.
- : 3e au Champions Trophy d'Asie en 2021.